# Kate Tsui
Kate Tsui Tsz-shan (en chino tradicional, 徐子珊; 19 de junio de 1979) es una actriz y cantante de Hong Kong, ganadora del concurso de belleza en 2004, Miss Hong Kong. Actualmente trabaja como actriz de la red TVB.

## Carrera
Tsui se graduó en la Universidad de California, Davis, con una especialización en idioma japonés y fue educado en el Kiangsu-Chekiang College (Shatin) y en el aud Secondary School. Ella es una experta en diferentes intereses como su actuación, baile, aprender idiomas y de snowboard. Su sueño de la infancia era convertirse en una bailarina exitosa.

## Filmografía
| Año  | Título                   | Personaje         | Notas                                       |
| ---- | ------------------------ | ----------------- | ------------------------------------------- |
| 2007 | Eye in the Sky           | Ho Ka-po (Piggy)  | Hong Kong Film Award for Best New Performer |
| 2007 | Contract Lover           | Rachel            |                                             |
| 2008 | Lady Cop & Papa Crook    | Fiona Chan        |                                             |
| 2009 | I Corrupt All Cops       | May               |                                             |
| 2009 | Short of Love            | Scar Sandy        |                                             |
| 2010 | 14 Blades                | Tuo Tuo           |                                             |
| 2010 | 72 Tenants of Prosperity | Bobo              |                                             |
| 2010 | Perfect Wedding          | Remmy             |                                             |
| 2011 | I Love Hong Kong         | young twin        | Cameo                                       |
| 2011 | Turning Point 2          | Yiu Ho-ho (Paris) |                                             |
| 2013 | I Love Hong Kong 2013    | Mei Yeung-yeung   |                                             |
| 2013 | Baby Blues               |                   |                                             |
| 2013 | Buddy Cops               |                   | Post-production                             |

| Año     | Título                 | Personaje                         | Notas |
| ------- | ---------------------- | --------------------------------- | --- |
| 2005    | The Zone               | Joanna                            | Cameo (episode 8) |
| 2005    | When Rules Turn Loose  | Ada                               | |
| 2006    | La Femme Desperado     | Hoi Suen (Ida)                    | Nominated — TVB Anniversary Award for Best Supporting Actress (Top 20) Nominated — TVB Anniversary Award for My Favourite Female Character (Top 20) |
| 2007    | The Brink of Law       | Yan Heung-Ching                   | |
| 2007    | On the First Beat      | Man Ching                         | TVB Anniversary Award for Most Improved Female Artiste |
| 2007    | Steps                  | Yeung Sze-Man (Victoria)          | TVB Anniversary Award for Most Improved Female Artiste Nominated — TVB Anniversary Award for Best Actress (Top 20) Nominated — TVB Anniversary Award for My Favourite Female Character (Top 20) |
| 2008    | The Price of Greed     | Lam Ping                          | Previously warehoused; released overseas December 2006 |
| 2008    | Speech of Silence      | Tong Tong                         | Nominated — TVB Anniversary Award for Best Actress (Top 10) |
| 2008    | Moonlight Resonance    | Lo Ka Mei (Camie)                 | Nominated — TVB Anniversary Award for Best Supporting Actress (Top 10) |
| 2008    | The Four               | Song Zhi-Yan                      | |
| 2009    | Man in Charge          | Chiu Yuk-Hing                     | |
| 2009-10 | The Beauty of the Game | Ko Ching-man                      | Nominated — TVB Anniversary Award for Best Actress (Top 15) |
| 2010    | Don Juan DeMercado     | Tse On Fei                        | |
| 2010    | When Lanes Merge       | Ko Lai-sum (Sammi)                | Starhub TVB Awards 2011 — My Favourite Female TV Character |
| 2011    | A Great Way to Care    | Mok Man Yee (Monkey, Mandy)       | Previously warehoused; released overseas June 2009 |
| 2011    | Dropping By Cloud Nine | June                              | Guest appearance |
| 2011    | Relic of an Emissary   | Shum Chin-sam / Wong Chor-chor    | |
| 2011    | Wax and Wane           | Peace, Man Ka-fu                  | |
| 2011    | Lives of Omission      | Yiu Ho-ho (Paris)                 | Starhub TVB Awards 2012 — My Favourite Female TV Character Nominated — TVB Anniversary Award for Best Actress (Top 15) Nominated — TVB Anniversary Award for My Favourite Female Character (Top 15) Nominated — Ming Pao Anniversary Award for Outstanding Actress in Television                                                           |
| 2011    | Forensic Heroes III    | Senior Inspector Ada Ling Sin-yee | My AOD Awards for My Top 15 Favourite Characters |
| 2012    | Gloves Come Off        | Cheuk Man                         | Guest appearance |
| 2012    | Highs and Lows         | Chan Ka-pik (Pat)                 | Won — TVB Anniversary Award for My Favourite Female Character Won — My AOD Awards for My Top 15 Favourite Characters Nominated — TVB Anniversary Award for Best Actress (Top 5) Nominated — My AOD Awards for My Favourite Actress in a Leading Role Nominated — My AOD Awards for My Favourite On-Screen Couple (Raymond Lam & Kate Tsui) |
| 2013    | Season of Love         | Ha Chi-yan (Summer)               | |
| 2013    | A Great Way to Care II | Mok Man-yee                       | Guest appearance |
| 2013    | Sniper Standoff        | Sheung Koon Ming Chu              | |
| 2013    | Bounty Lady            | Shing Fa-lui                      | Nominated — TVB Anniversary Award for Best Actress(Top 5) Nominated — TVB Anniversary Award for My Favourite Female Character(Top 15) |
| 2014    | A Time of Love         | Ah San/Kelly                      | |
| 2014    | The Ultimate Addiction | Chi Nga                           | |
| 2014    | The Battle of Tomorrow | Yiu Ngoi Ka                       | |

## Premios
Miss Hong Kong 2004:
- Winner, Miss Photogenic, Miss International Goodwill, and Fitness award.

Miss Chinese International 2005:
- Miss Gorgeous.

TVB 40th Anniversary Awards 2007
- Winner of Most Improved Actress Award

27th Hong Kong Film Awards
- Winner of Best Newcomer Award

JSG Selections 2009 Round 1
- Winner of Most Recommended Newcomer Award

JSG Selections 2009 Round 3
- One of the Winners of Top 10 song with single <Hit Me>

Metro Hit Award Presentation 2009
- Winner of Metro Hit Newcomer King Award (for female singer)

Chik Chak 903 Music Awards 2009
- Winner of Chik Chak Female Newcomer Award: Silver

2009 Jade Solid Gold Best Ten Music Awards
- Winner of Most Popular Newcomer Award: Gold

The 32nd RTHK Top 10 Gold Songs Award
- Winner of Most Promising Newcomer: Gold

IFPI Hong Kong Top Record Sale Awards 2009
- Winner of Best-Selling Local Female Newcomer award

StarHub TVB Awards 2011
- My Favorite Female TV Character - Ko Lai Sam (When Lanes Merge)
- Most Energetic Award

My Astro On Demand Favourites Awards 2011
- My Favourite Drama Character-Ling Sin Yee (Forensic Heroes III)

StarHub TVB Awards 2012
- My Favorite Female TV Character - Yiu Ho Ho (Lives of Omission)
- Most Charming Award

2013
- Next TV Awards - Top 10 Artist (No. 10)

## Discografía

### Álbumes
| Año  | Título       | Notas    | Detalles |
| ---- | ------------ | -------- | --- |
| 2009 | Kiss Me Kate | EP album | Release Date: 10 de septiembre de 2009 1. 讀心術 2. Hit Me 3. 惡作劇 4. 血拼 5. 讀心術 remix (Master Mind Mix) 6. 讀心術 remix (Carnival Mix) |

### Canciones
| Año  | Título                       | Notas                                                 |
| ---- | ---------------------------- | ----------------------------------------------------- |
| 2009 | Les Misérables               | Les Misérables theme song                             |
| 2009 | Read My Mind                 | JSG song of the week                                  |
| 2009 | Hit Me                       |                                                       |
| 2009 | Cheer Up                     | sang with other artistes                              |
| 2011 | I will wait for you (我等你) | Subtheme of Relic of an Emissary Duo with Michael Tse |